# Проклятий маяк
«Проклятий маяк» (англ. The Vanishing) — британський трилер 2019 року про трьох наглядачів маяку, які знайшли скриню золота.

## Сюжет
Троє чоловіків приступають до шеститижневої зміни як наглядачі віддаленого маяка на островах Фланн. Наймолодший, Дональд, вчиться справі у Джеймса, на якого чекає родина. Томас все ще оплакує втрату дружини та дітей.
Після шторму троє виявляють човен з тілом та скринею. Дональд спускається, щоб оглянути людину. Невідомий отямлюється та нападає на наглядача. З метою захистити себе Дональд вдаряє незнайомця каменем, після удару чоловік помирає. Спочатку напарники не хотіли відкривати скриню, але допитливість перемогла. У скрині чоловіки знаходять кілька золотих злитків. Томас пропонує позбутися тіла, забрати золото на материк, а через рік розділити його.
На човні прибувають двоє, які були членами екіпажу покійного. Томас стверджує, що човен і тіло відвезли згідно з протоколом. Локк і Бур йдуть, але намагаються зв'язатися з маяком. Через несправність наглядачі не можуть відповісти. Незнайомці повертаються. Вночі вони нападають на маяк. Чоловікам вдається вбити Локка та Бура. Вони чують ще одного злочинця ззовні. Джеймс вбиває його гаком й з жахом виявляє, що то був маленький хлопчик, який нагадав йому сина.
Напарники викидають тіла в море. Між ними росте недовіра та напруга. Джеймс ховається в каплиці. Дональд наполягає забрати золото та втекти з Томасом. Джеймс несподівано повертається з вибаченням за свою поведінку. Закривши Томаса, чоловік душить Дональда. Томасу вдається вирватись та нокаутувати його.
Томас і Джеймс сідають в човен. Вони викидають тіло Дональда в воду. Джеймс не може змиритися з почуттям провини. Він просить напарника допомогти потонути. Томас пливе на самоті.

## У ролях
| Актор                 | Роль              |
| --------------------- | ----------------- |
| Джерард Батлер        | Джеймс            |
| Пітер Маллен          | Томас             |
| Коннор Свінделлс      | Дональд Мак-Артур |
| Олафур Даррі Олафссон | Бур               |
| Кен Друрі             | Дункан            |
| Сьорен Маллінг        | Локк              |
| Гері Льюїс            | Кенні             |
| Емма Кінг             | Мері              |

## Створення фільму

### Виробництво
Основні зйомки почались в квітні 2017 року в Галловеї, Шотландія.

### Знімальна група
- Кінорежисер — Крістоффер Нюхольм
- Сценаристи — Селін Джонс, Джо Боун
- Кінопродюсери — Джерард Батлер, Енді Еванс, Моріс Фадіда, Шон Марлі, Ед Шеннон, Алан Сігел
- Композитор — Бенджамін Волфіш
- Кінооператор — Єрген Йоганссон
- Кіномонтаж — Майк Паніккоу
- Художник-постановник — Жаклін Абрагамс
- Артдиректор — Метт Фрейзер
- Художник-костюмер — Пем Доун
- Підбір акторів — Рег Поерскаут-Едгертон[4]

## Сприйняття

### Критика
Фільм отримав змішані відгуки. На сайті Rotten Tomatoes оцінка стрічки становить 87 % на основі 15 відгуків від критиків (середня оцінка 7,0/10) і 54 % від глядачів із середньою оцінкою 3,4/5 (324 голоси). Фільму зарахований «стиглий помідор» від кінокритиків та «розсипаний попкорн» від глядачів, Internet Movie Database — 5,8/10 (4 340 голосів), Metacritic — 66/100 (8 відгуків критиків) і 6,6/10 (11 відгуків від глядачів).

### Номінації та нагороди
| Нагороди та номінації фільму «Проклятий маяк» | Нагороди та номінації фільму «Проклятий маяк» | Нагороди та номінації фільму «Проклятий маяк» | Нагороди та номінації фільму «Проклятий маяк» | Нагороди та номінації фільму «Проклятий маяк» | Нагороди та номінації фільму «Проклятий маяк» |
| Рік                                           | Кінофестиваль/кінопремія                      | Категорія/нагорода                            | Номінант                                      | Результат                                     |                                               |
| --------------------------------------------- | --------------------------------------------- | --------------------------------------------- | --------------------------------------------- | --------------------------------------------- | --------------------------------------------- |
| 2018                                          | Кінофестиваль у Сіджасі                       | Найкращий фільм                               | Крістоффер Нюхольм                            | Номінація                                     |                                               |